# Saman (taniec)

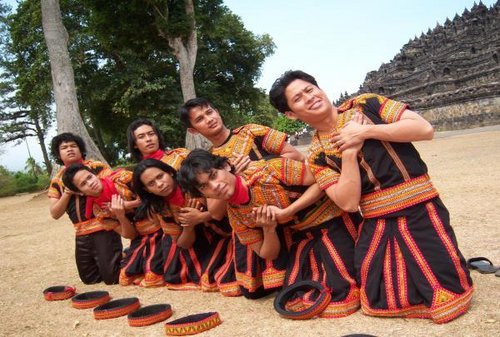
Taniec Saman

Saman – indonezyjski taniec ludowy o żywym tempie wykonywany przez młodych mężczyzn z ludu Gayo, zamieszkującego prowincję Aceh na północnym krańcu Sumatry. Nazywany jest również „tańcem tysiąca rąk” z uwagi na charakterystyczne ruchy taneczne.

## Historia
Tradycja tańca saman u ludu Gayo sięga XIII wieku (Pok pok Ane), a jego obecna forma rozwinęła się dzięki szejkowi H. Samanowi, który miał nadać tańcowi wymiar religijny. 
W 2011 roku taniec saman został wpisany na listę niematerialnego dziedzictwa wymagającego pilnej ochrony UNESCO.

## Taniec
Taniec wykonywany jest wyłącznie przez młodych mężczyzn, bez akompaniamentu instrumentalnego, w rytm wybijany przez samych tancerzy, którzy klaszczą w dłonie, biją się w piersi i po udach, strzelają z palców. Tancerze, ubrani w czarne kostiumy haftowane w motywy ludowe o wymowie symbolicznej, siedzą na piętach lub klęczą w rzędach jeden obok drugiego, wyginając ciała, ruszając głowami i wykonując ruchy rękoma zgodnie lub przeciwstawnie do ruchów osoby siedzącej obok. Taniec obejmuje około 130 różnych ruchów rękami. Ruchy taneczne symbolizują środowisko naturalne i życie codzienne plemienia, np. liście drżące na wietrze, czynności związane z uprawą ryżu. Tancerze mają na głowie haftowane przepaski Bulang Teleng lub Bulang Rekal z zatkniętą gałązką pochutnika amarylkolistnego symbolizującego płodność. 
Śpiewom i wybijaniu rytmu przewodzi penangkat, siedzący pośrodku, pomiędzy dwoma tancerzami nazywanymi pengapit i penyepit. Tancerze siedzący na krańcach rzędu nazywani są penupang. Penangkat intonuje pieśń, najczęściej w języku gayo, z partiami po arabsku, indonezyjsku i w języku Aczinow. 
Według różnych źródeł taniec składa się z siedmiu (Rengum, Salam, Dering, Uluni Lagu, Lagu, Anak ni Lagu i Lagu Penutup), dziewięciu (Keketar (wprowadzenie), Rengum, Salam, Gerakan Tari, Anak ni Lagu, Saur, Syair, Guncang i Penutup), czterech lub sześciu części. 
Taniec jest wykonywany podczas świąt narodowych i religijnych.